# William Goldman
William Goldman (Chicago, 12 augustus 1931 – Manhattan, 16 november 2018) was een Amerikaans scenarioschrijver en romanschrijver.

## Leven en werk

### Afkomst en opleiding
Goldman werd in Chicago geboren in een joods gezin. Tussen het behalen van zijn Bachelor of Arts en zijn Master of Arts vervulde hij zijn legerdienst (1952–1954). In die tijd schreef hij verscheidene kortverhalen maar hij kreeg ze moeilijk gepubliceerd.

### Romanschrijver
Goldman debuteerde als romanschrijver in 1957 met The Temple of Gold.
Een van zijn bekendste werken was The Princess Bride (1973), een avontuurlijke en komische fantasy liefdesroman die zich afspeelt in de renaissance. The Princess Bride, de verfilming uit 1987, was een bescheiden commercieel en kritisch succes maar groeide later uit tot een cultklassieker.
Zijn paranoiathriller Marathon Man (1974) werd twee jaar later verfilmd. Marathon Man sloeg erg goed aan bij het publiek en de critici. De opvolger, de psychologische horrorroman Magic (1976), werd eveneens twee jaar later én succesvol verfilmd onder dezelfde titel: Magic. Goldman stond voor deze drie verfilmingen zelf in voor het scenario.
Zijn voorlaatste werk, de actie- en misdaadroman Heat (1985), werd twee keer verfilmd op basis van zijn script, eerst in 1986 onder dezelfde titel, vervolgens in 2015 onder de titel Wild Card.
Zijn laatste roman, de thriller Brothers (1986), vormde de sequel van Marathon Man.
Goldman publiceerde ook non-fictiewerk, onder meer over Broadway, Hollywood en het scenarioschrijven. Er verschenen ook memoires van zijn hand.

### Scenarioschrijver
De misdaadfilm Harper (1966) was de eerste belangrijke opdracht voor Goldman. In deze verfilming van een hard-boiled roman van Ross Macdonald moest privédetective Paul Newman op zoek naar de verdwenen echtgenoot van de steenrijke Lauren Bacall.
Voor de western Butch Cassidy and the Sundance Kid (1969) schreef Goldman zijn eerste origineel scenario. Onder de vier Oscars waarmee deze kaskraker onder meer werd gelauwerd was er een voor Goldman: de Oscar voor beste originele scenario. Meteen brak Goldmans topperiode aan met onder meer, na Butch Cassidy and the Sundance Kid, vier andere Robert Redfordfilms. De politieke thriller All the President's Men (1976) was de succesrijkste en meest bekroonde, met onder meer een Oscar voor beste bewerkte scenario voor zijn adaptatie van Carl Bernstein en Bob Woodwards geruchtmakende boek.
Na zijn scenario voor Magic (1978) legde Goldman zich toe op het schrijven van romans.
Na bijna tien jaar hervatte Goldman het scenarioschrijven voor de verfilming van zijn roman The Princess Bride. Opvallend in deze tweede periode waren zijn scenario's voor vier Stephen Kingverfilmingen, de psychologische horrorthriller Misery (1990) voorop.
Hij droeg ook bij tot het grote succes van onder meer Twins (1988), A Few Good Men (1992), Indecent Proposal (1993, zijn vijfde film met Redford), Maverick (1994) en Good Will Hunting (1997).

### Privéleven
Goldman was dertig jaar lang gehuwd met Ilene Jones, van 1961 tot de scheiding in 1991. Ze hadden twee dochters: Jenny Rebecca en Susanna.
Goldman had een oudere broer, James Goldman (1927–1998) die ook scenarioschrijver was.
Goldman overleed in 2018 op 87-jarige leeftijd aan de gevolgen van darmkanker en longontsteking.

## Romans
- 1957: The Temple of Gold
- 1958: Your Turn to Curtsy, My Turn to Bow
- 1960: Soldier in the Rain (in 1963 verfilmd onder dezelfde titel door Ralph Nelson, Goldman had geen inbreng in het scenario)
- 1964: Boys and Girls Together
- 1964: No Way to Treat a Lady (in 1968 verfilmd onder dezelfde titel door Jack Smight, Goldman had geen inbreng in het scenario)
- 1967: The Thing of It Is... (1967)
- 1971: Father's Day (sequel van The Thing of It Is)
- 1973: The Princess Bride
- 1974: Marathon Man
- 1976: Magic
- 1979: Tinsel
- 1982: Control
- 1983: The Silent Gondoliers
- 1984: The Color of Light
- 1985: Heat (Edged Weaponsin het Verenigd Koninkrijk))
- 1986: Brothers

## Filmografie

### Scenarioschrijver
- 1965: Masquerade (Basil Dearden)
- 1966: Harper (Jack Smight)
- 1969: Butch Cassidy and the Sundance Kid (George Roy Hill)
- 1972: The Hot Rock (Peter Yates)
- 1975: The Stepford Wives (Bryan Forbes)
- 1975: The Great Waldo Pepper (George Roy Hill)
- 1976: Marathon Man (John Schlesinger)
- 1976: All the President's Men (Alan J. Pakula)
- 1977: A Bridge Too Far (Richard Attenborough)
- 1978: Magic (Richard Attenborough)
- 1986: Heat (Dick Richards en Jerry Jameson)
- 1987: The Princess Bride (Rob Reiner)
- 1990: Misery (Rob Reiner)
- 1992: A Few Good Men (Rob Reiner)
- 1992: Memoirs of an Invisible Man (John Carpenter)
- 1992: Year of the Comet (Peter Yates)
- 1992: Chaplin (Richard Attenborough)
- 1994: Maverick (Richard Donner)
- 1996: The Chamber (James Foley)
- 1996: The Ghost and the Darkness (Stephen Hopkins)
- 1997: Absolute Power (Clint Eastwood)
- 1999: The General's Daughter (Simon West)
- 2001: Hearts in Atlantis (Scott Hicks)
- 2003: Dreamcatcher (Lawrence Kasdan)
- 2015: Wild Card (Simon West)

### Scriptdoctor
- 1988: Twins (Ivan Reitman)
- 1993: Indecent Proposal (Adrian Lyne)
- 1993: Last Action Hero (John McTiernan)
- 1993: Malice (Harold Becker)
- 1995: Dolores Claiborne (Taylor Hackford)
- 1996: Extreme Measures (Michael Apted)
- 1997: Fierce Creatures (Robert Young en Fred Schepisi)
- 1997: Good Will Hunting (Gus Van Sant)

## Prijzen
- 1970: Butch Cassidy and the Sundance Kid : Oscar voor beste originele scenario
- 1977: All the President's Men : Oscar voor beste bewerkte scenario